# Пулатов, Тимур Исхакович
Тимур Исхакович Пулатов (род. 22 июля 1939, Бухара) — советский, узбекский и российский прозаик, сценарист.

## Биография
Тимур Пулатов родился в 1939 в Бухаре. Окончил Педагогический институт в Бухаре (1963); высшие курсы сценаристов и режиссёров в Москве (1967). Работал главным редактором киностудии «Узбекфильм». Автор ряда сценариев художественных фильмов («Возвращение командира», по мотивам одноимённой повести Т. Пулатова «Прочие населенные пункты», 1968 г., режиссёр — Д. Салимов, «Этот славный парень», 1972 г., режиссёр — Э. Хачатуров, «Последние путешествие Каипа», по мотивам одноимённой повести Т. Пулатова, 1991 г., режиссёр — Ф. Давлетшин и др.)
В 1968 году вступил в члены Союза Писателей СССР. В 1991 году был избран Первым секретарем Правления Союза Писателей СССР. После реорганизации Союза писателей СССР в Международное сообщество писательских союзов России и стран СНГ (МСПС) в 1992 году, возглавил это объединение в качестве Первого секретаря Исполкома, а в 1994 году на очередном съезде был избран Председателем МСПС.
Пулатов возглавлял МСПС на протяжении 6 лет. За это время творческая организация писателей, практически переставшая существовать с распадом СССР, возродилась.
В 2000 году Тимур Пулатов сложил с себя полномочия Председателя МСПС. Вернулся к литературному творчеству.
С 1991 года живет в Москве. Женат. Дочь, внук и внучка.

## Творчество
Первая повесть Тимура Пулатова «Не ходи по обочине» была опубликована в 1964 году. Также широкую известность получили и другие произведения, в частности:
- «Прочие населенные пункты»
- «Второе путешествие Каипа»
- «Завсегдатай»
- «Сторожевые башни»
- Трилогия «Страсти бухарского дома»

Наибольшую известность и признание получили романы «Черепаха Тарази» — о жизни и удивительных приключениях средневекового учёного из Бухары, дерзнувшего на великий эксперимент, в котором проявляется высокий порыв человеческого духа и благородство помысла.
«Плавающая Евразия» — переплетение фантастики и реальности, мифологии и сатиры, истории и современности. Действие романа разворачивается в большом среднеазиатском городе в дни, наполненные драматическим ожидание очередного землетрясения.
Ряд произведений Тимура Пулатова не увидели свет на родине автора, в Узбекистане, из-за цензурных соображений. В России они были опубликованы по прошествии многих лет после написания.
Романы, повести и рассказы Тимура Пулатова переведены на арабский, урду, персидский, хинди, английский и другие языки. Изданы в Венгрии, Чехословакии, Болгарии, Польше, Германии, Швеции, Финляндии и других странах. В США, Италии, Германии и ряде других стран изданы монографии и защищены диссертации по творчеству Тимура Пулатова.
В 1996 году в издательстве «Современный писатель» вышло собрание избранных произведений Тимура Пулатова в трёх томах. В 1999 году в том же издательстве вышел четвёртый том, в котором собраны публицистические статьи Тимура Пулатова, многочисленные отзывы о нём писателей и литературоведов России, Казахстана, Грузии, Армении, Чеченской Республики, Азербайджана, а также отзывы зарубежной прессы, в частности большая монография немецкой исследовательницы Б. Фукс «Человек, общество и религия в произведениях Т. Пулатова». Из наиболее известных работ последнего времени о творчестве Тимура Пулатова, в 2005 году вышла монография Э. Ф. Шафранской «Мифопоэтика прозы Тимура Пулатова: национальные образы мира».

## Мнение
Вячеслав Калмыков в «Литературной газете» писал: «Сегодня о нём говорят как о диктаторе, который на протяжении десяти лет удерживал в своих руках чуть ли не всё имущество бывшего Союза писателей СССР. Но почему-то все забыли, что этот диктатор в своё время написал замечательный роман „Плавающая Евразия“. Однако мы привыкли к крайностям: или до небес восхваляем, или только клеймим. А в литературе всё намного сложней. Люди с ужасным характером иногда способны на шедевры».

## Награды и премии
- Орден Дружбы народов (28 октября 1994) — за заслуги в развитии литературы и искусства, укреплении межнациональных культурных связей[2].
- Народный писатель Узбекской ССР (1989)
- Народный писатель Таджикистана
- Государственная премия Узбекистана
- Литературная премия Важи-Пшавелы (Грузия)
- Литературная премия Саят-Новы (Армения)
- Международная премия имени М. А. Шолохова (1997)